# 左绣
《左绣》全名《春秋左绣》，三十卷，是一本評論《左传》的專書，清代冯李骅、陆浩编輯。
冯李骅自小就学习八股文，绣字之意是所谓“鸳鸯绣出从君看，不把金针渡与人”。冯李华以“绣”目《左》，意思是将《左传》尽度世人。他稱《左傳》是“篇篇换局，各各争新”，又評說春秋歷史是“春秋之局凡三变，隐桓以下政在诸侯，僖文以下政在大夫，定哀以下政在陪臣。”。《左绣》該書归纳了宾主、离合、剪裁、详略、虚实、埋伏、褒贬、起法、过渡、伏应、眼目、断结、提应、牵上搭下、以整齐为错综、以中间贯两头等文法。馮李曄認為《左傳》許多文法皆藏有八股結構。代表《左传》文学评点最高成就。事實上，《左绣》很明顯參考金圣叹《天下才子必读书》评点《左传》的風格。朱轼有《左绣序》曰:“左氏，文章也，非经传也……大率定、哀以后，有绝世雄才不逞所志，借题抒写，以发其轮困离奇之概云耳”。